# Калюмет (Айова)
Калюмет (англ. Calumet) — місто (англ. city) в США, в окрузі О'Браєн штату Айова. Населення — 146 осіб (2020).

## Географія
Калюмет розташований за координатами 42°56′42″ пн. ш. 95°33′5″ зх. д. / 42.94500° пн. ш. 95.55139° зх. д. (42.944961, -95.551515).  За даними Бюро перепису населення США в 2010 році місто мало площу 0,69 км², уся площа — суходіл.

## Демографія
Згідно з переписом 2010 року, у місті мешкало 170 осіб у 75 домогосподарствах у складі 50 родин. Густота населення становила 247 осіб/км².  Було 86 помешкань (125/км²).
Расовий склад населення:
| - 96,5 % — білих - 3,5 % — чорних або афроамериканців |

До двох чи більше рас належало 0,0 %. Частка іспаномовних становила 4,7 % від усіх жителів.
За віковим діапазоном населення розподілялося таким чином: 21,2 % — особи молодші 18 років, 62,9 % — особи у віці 18—64 років, 15,9 % — особи у віці 65 років та старші. Медіана віку мешканця становила 41,5 року. На 100 осіб жіночої статі у місті припадало 109,9 чоловіків;  на 100 жінок у віці від 18 років та старших — 97,1 чоловіків також старших 18 років.
Середній дохід на одне домашнє господарство  становив 62 030 доларів США (медіана — 59 063), а середній дохід на одну сім'ю — 71 453 долари (медіана — 59 375). За межею бідності перебувало 12,5 % осіб, у тому числі 20,4 % дітей у віці до 18 років та 3,6 % осіб у віці 65 років та старших.
Цивільне працевлаштоване населення становило 117 осіб. Основні галузі зайнятості: виробництво — 31,6 %, роздрібна торгівля — 22,2 %, освіта, охорона здоров'я та соціальна допомога — 16,2 %.